# Almirante (jogo de tabuleiro)
Almirante, o Jogo do Domínio dos Mares, é um jogo de tabuleiro criado em Portugal e destaca-se por ser um jogo de estratégia para até seis jogadores sem recorrer a sorte. O objectivo central do jogo é conquistar os mares. 
O jogo foi criado e é produzido pela sociedade Jogos Almirante, Lda., fundada em 2014 por jovens empreendedores. 

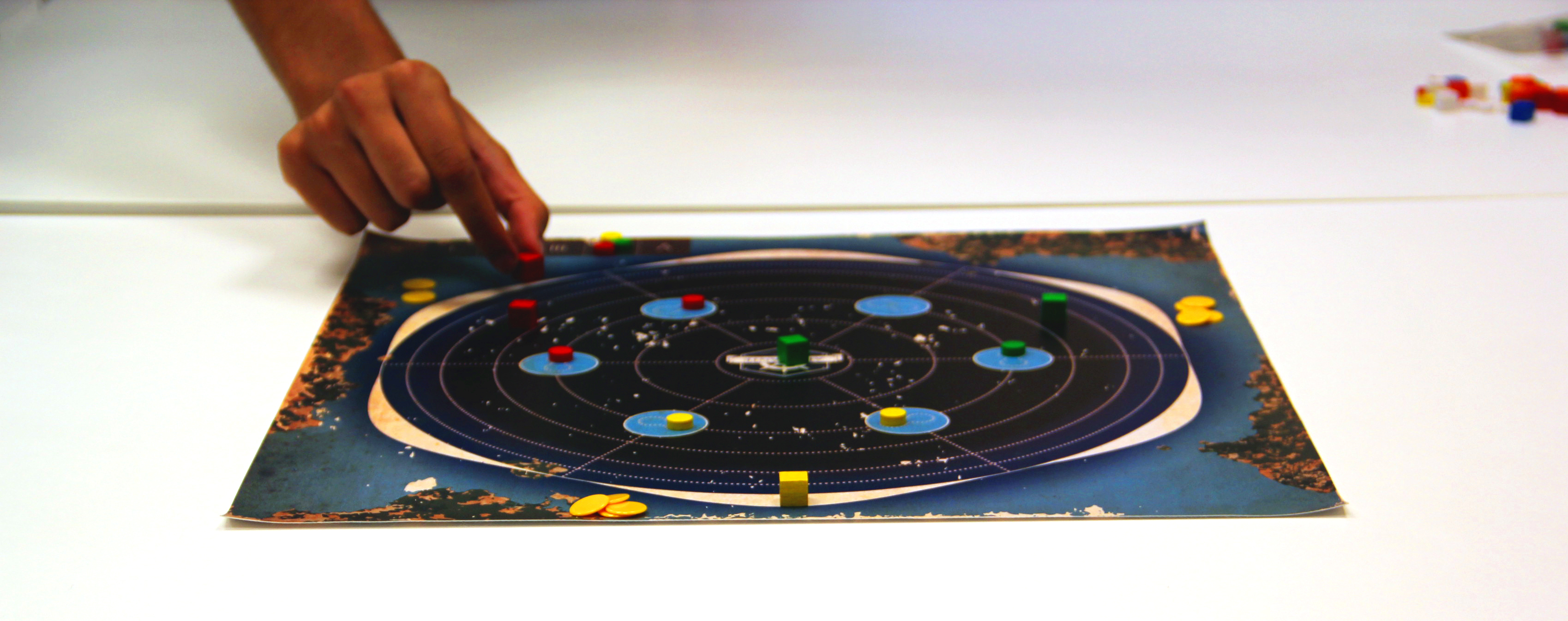
Um jogo Almirante da primeira edição.